# NGC 1461
NGC 1461 é uma galáxia lenticular (S0) localizada na direcção da constelação de Eridanus. Possui uma declinação de -16° 23' 34" e uma ascensão recta de 3 horas, 48 minutos e 27,1 segundos.
A galáxia NGC 1461 foi descoberta em 6 de Outubro de 1785 por William Herschel.